# 蒙古高原
蒙古高原，蒙古地域泛指亚洲东北部高原地区，亦即东亚与北亚之间的内陆高原。蒙古高原东起大兴安岭，西达阿尔泰山脉，北连萨彦岭、肯特山、雅布洛诺夫山脉，面積260萬平方公里，南界戈壁沙漠和阴山山脉一线，包括蒙古国全境，俄罗斯南部的图瓦、布里亚特共和國与外貝加爾邊疆區，中国內蒙古東四盟部分地區与新疆维吾尔自治区北部部分地区。大部为古老台地，仅西北部多山地，南部邊緣为广阔的戈壁，中部和东部为大片丘陵。平均海拔1580米。有史记载以来先后成为多个不同的游牧民族活动区域，例如匈奴、乌桓、鲜卑、柔然、铁勒、突厥、回鹘、契丹等。欧洲地理大发现时期这一带主要为蒙古族的活动区域，故被称为“蒙古高原”。

## 词源
“蒙古”一词，据屠寄《蒙兀儿史记》称，始于李志常《长春真人西游记》，但失考。目前最早记载“蒙古”一词的是《三朝北盟会编》卷二百四十三引无名氏《炀王江上录》：“正隆三年二月下诏，小龙虎大王兵五万，守镇蒙古”。
“蒙古”之意，一说为“银”，以对于女真之金。但此说颇有争议。韩儒林认为蒙古之称早于金。而且“银”（羅馬化：müggü）的蒙古语读音虽然与Mongghol相近，但是字形不同。“蒙古”含义的另一种说法是“孱弱”、“鲁钝”之意，源自对Moghul的训读，认为原读作Mong-ol，意思是孱弱与坦白的心，但是韩儒林指出Moghul不可能读作Mong-ol，因此这种说法根本不成立。《蒙古世系谱》将蒙古一词解释为剿定诸国为蒙（Mong），居中驮外为古（ghul）。韩儒林则认为这是用Mong+ghul來附会Mongghol一词。
另外一些说法则认为蒙古一词源于萨满教的长生天信仰。楚勒特木认为mongol来自于长生天（羅馬化：møŋk tanari）的møŋk和表示氏族和部落传统的炉火（羅馬化：gal）两个词结合而成møŋkgal，再逐渐演变成mongol，并认为蒙古是“永恒生长的部族”之意。苏日巴达拉则更进一步认为，蒙古可以直译为“天族”。
“蒙古”一词自蒙古帝国成立以来始终是蒙古人对本民族和国家的自称，根据中國明朝的相關史籍記載「凡夷地稱莽官兒噶紮刺，北虜即野克莽官兒」，「莽官兒噶紮刺」（Монгол газар）意為蒙古地域，「野克莽官兒」（Их Монгол）即大蒙古音譯。

## 歷史演變

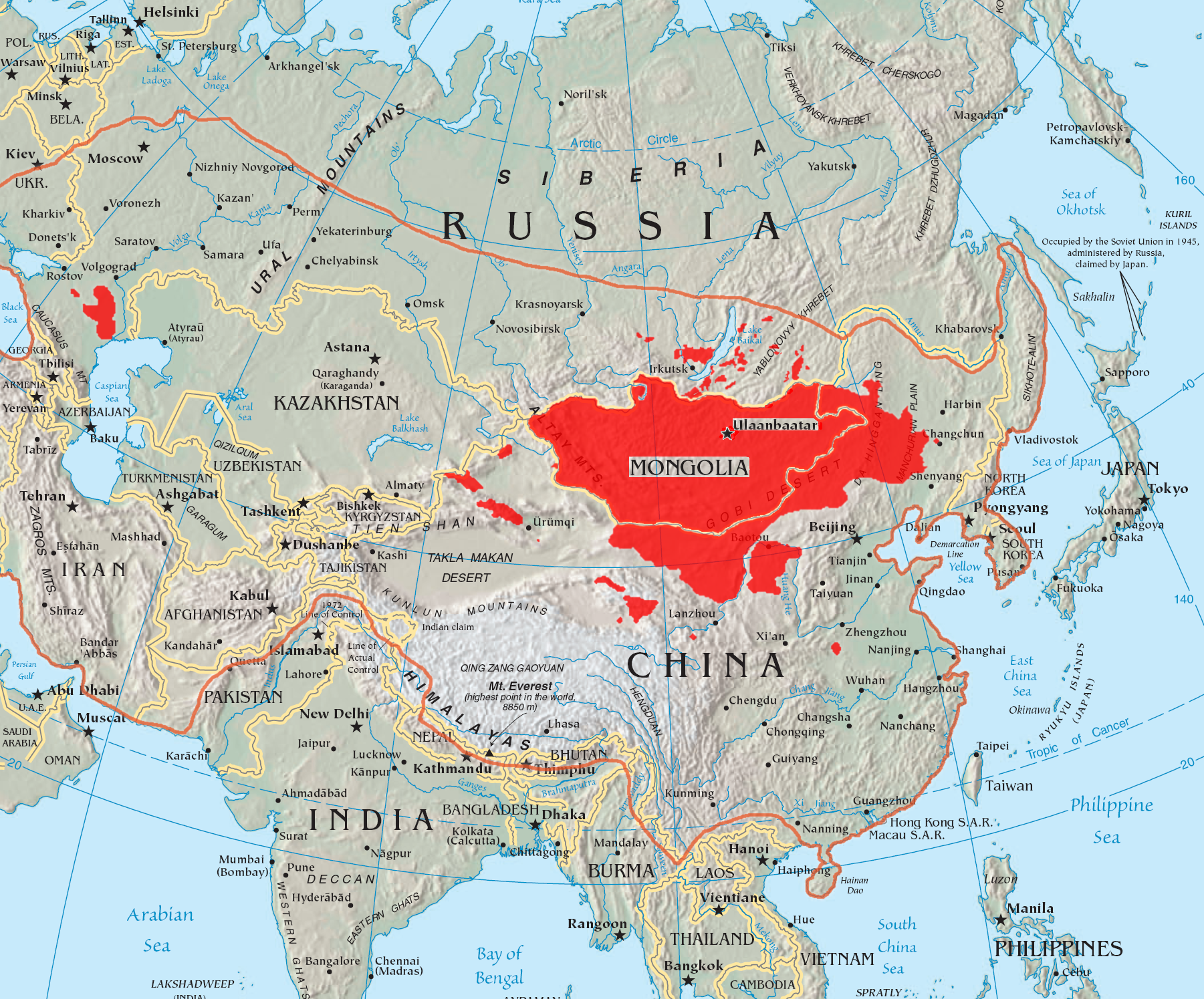
现代的蒙古人聚居区，位于俄罗斯西南方的一块是卡尔梅克人。外围橙色的轮廓是蒙古帝国鼎盛时的疆域。

蒙古一词出现较晚，蒙古高原是传统上的北亚游牧民族地区。大致范围是戈壁沙漠以北，俄罗斯贝加尔湖（包括）以南，兴安岭（包括）以西，葱岭以东的广袤地区。在公元前后，该地区为匈奴汗国。匈奴被西汉击溃之後，蒙古地区先后为柔然、突厥汗国、继而回鹘汗国、辽朝。中国宋金后期，蒙古人开始建立政权。初受女真人金朝节制，但随着金朝的衰落，在13世纪初，蒙古人的領袖成吉思汗鐵木真统一这一地区的所有族群，建立蒙古帝国。后来忽必烈与阿里不哥争夺汗位导致帝国分裂，忽必烈统治的范围（即后来的元朝）包括这一地区及中国领土的大部分以及周边某些地区。元末明初，蒙古统治阶级被朱元璋等漢族勢力逐出汉地，明代蒙古残余势力也被称为後蒙古帝国时期。直至今日，蒙古民族仍主要分布于在大漠南北的蒙古草原地带。
今蒙古國所在区域，清朝时称（外扎萨克）喀爾喀蒙古，並設有烏里雅蘇臺將軍驻防。八旗察哈尔和归化城土默特（今內蒙古自治区南部之呼和浩特附近）以及东北部的呼伦贝尔部（隶属黑龙江将军）等地区归为类似于八旗体制的内属蒙古，清朝在蒙古藩部则设「盟」、「旗」予以高度自治，皆未建省。1911年底外蒙古宣告独立，成立以哲布尊丹巴为蒙古皇帝的大蒙古国，1915年取消独立，名义上成为北洋政府的自治地区，但事实上為俄国的勢力範圍。1921年，外蒙古恢复独立，唐努乌梁海地區也建立唐努-圖瓦人民共和國（後更名為圖瓦人民共和國）。1924年蒙古人民共和国成立，而中华民国则将已经独立建国的外蒙古称之为「蒙古地方」。1928年國民政府將内蒙古盟旗分属各省（察哈尔、热河、绥远、宁夏）。1944年圖瓦人民共和國并入苏联，今图瓦仍为俄罗斯联邦的一部分。1946年蒙古人民共和国的主权开始获得广泛承认。至於內蒙古则在1947年成立內蒙古自治区，1949年成为中华人民共和国的一个民族自治区域。
蒙古人民共和国于1992年改名蒙古国。蒙古国属于东亚的内陆国家，位于俄罗斯与中国之间。虽然蒙古国未与哈萨克斯坦接壤，但它的最西端却与哈萨克斯坦的最东端仅四十公里之遥（中間為阿爾泰山）。乌兰巴托作为蒙古国首都和最大的城市，拥有该国38%的人口。蒙古国的政治体制为议会共和制。
地理上的蒙古一词可指蒙古高原，动植物有用蒙古命名者如“蒙古黄羊”、“蒙古黄兔尾鼠”。历史上的蒙古帝国、四大汗国、蒙兀儿等蒙古国家亦使用此称，如“蒙古西征”。现实中指现代国家蒙古国或蒙古语族群蒙古族。